# Stentjärnen (Fjällsjö socken, Ångermanland, 708912-153129)
Stentjärnen är en sjö i Strömsunds kommun i Ångermanland och ingår i Ångermanälvens huvudavrinningsområde.